# Hector (prénom)
Pour les articles homonymes, voir Hector (homonymie).

## Sens et origine du nom
Le prénom Hector provient de la mythologie grecque (Grec ancien Ἕκτωρ / Héktôr) héros troyen de la guerre de Troie, plus précisément de la fameuse Iliade d'Homère. 
Il existe un saint Hector, depuis le 21 novembre 1999 (cérémonie de canonisation de Jean-Paul II) : Frère des Écoles Chrétiennes et martyr de la Révolution asturienne (1934), Hector Valdivielso Saez (1910-1934) est le premier Saint argentin.
Fête le 9 octobre.

## Variantes
- espagnol : Héctor
- italien : Ettore

## Popularité du nom
Le prénom Hector figure au 626e rang des prénoms les plus donnés en France depuis 1940.

## Hector comme nom de personne ou prénom
- Hector : héros de l'Iliade d'Homère

### Prénom
- Hector du Lac de la Tour d'Aurec : (1771-1826) historien et archéologue français
- Hector Berlioz : (1803-1869) compositeur, écrivain et critique français
- Hector Malot : (1830-1907) écrivain français, auteur de romans, tels que : Sans famille (1878).
- Hector Guimard : (1867-1942) architecte français, représentant majeur de l'Art nouveau en France
- Ettore Bugatti : (1881-1947) inventeur et industriel automobile italien
- Heitor Villa-Lobos : (1887-1959) compositeur brésilien
- Héctor Lavoe (1946-1993), né Héctor Juan Pérez Martinez (Porto Rico), chanteur de salsa très connu dans les années 1970/1980
- Hector Dubois (1908-1991), résistant et homme politique français
- Héctor Cúper : entraineur de football notamment au Valence CF et à l'Inter de Milan
- Héctor : interprètes de reggaeton
- Hector : personnage fictif de la bande dessinée Les Egoïstes